# Richard W. Leche

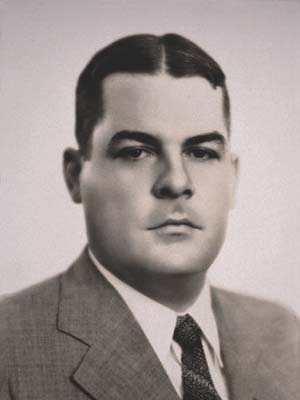
Richard W. Leche (1936)

Richard Webster Leche (* 15. Mai 1898 in New Orleans, Louisiana; † 22. Februar 1965 ebenda) war ein US-amerikanischer Politiker und von 1936 bis 1939  Gouverneur des Bundesstaates Louisiana.

## Frühe Jahre
Richard Leche besuchte die Warren Easton High School und schrieb sich 1916 bei der Tulane University ein. Sein Studium wurde jedoch vom Ersten Weltkrieg unterbrochen, während dessen er als Leutnant in der Armee diente, ohne allerdings direkt in Kriegshandlungen verwickelt zu werden. Nach dem Ende des Krieges zog er für kurze Zeit nach Chicago, wo er Ersatzteile für Autos verkaufte. Dann setzte er seine Ausbildung mit einem Jurastudium an der Loyola University fort. Nach seiner Zulassung als Rechtsanwalt begann er im Jahr 1923 in diesem Beruf zu praktizieren.

## Politischer Aufstieg
Leche war Mitglied der Demokratischen Partei und wurde in Louisiana bald ein Anhänger des dortigen Parteichefs Huey Pierce Long. Im Jahr 1928 kandidierte Leche erfolglos für einen Sitz im Senat von Louisiana. Zwei Jahre später war er Wahlkampfmanager von Huey Long, als sich dieser erfolgreich um einen Sitz im US-Senat bewarb. Zwischen 1932 und 1934 war Leche Privatsekretär von Gouverneur Oscar K. Allen. In dieser Eigenschaft hielt er Senator Long heimlich über die Vorgänge in Allens Büro auf dem Laufenden. Von 1934 bis 1936 wurde Leche dann Richter an einem Berufungsgericht im Orleans Parish.

## Gouverneur von Louisiana
Nach der Ermordung von Senator Long im September 1935 war die Demokratische Partei in Louisiana zunächst ohne Führer und in der Frage der Nominierung eines Kandidaten für die Gouverneurswahl des Jahres 1936 gespalten. Man einigte sich schließlich auf Richard Leche als Kompromisskandidaten. Dieser wurde dann am 21. April 1936 zum neuen Gouverneur gewählt und am 12. Mai in sein Amt eingeführt. In seiner Amtszeit wurde in Louisiana ein Industrie- und Handelsministerium geschaffen. Die Infrastruktur wurde weiter ausgebaut. Dazu gehörte unter anderem der Bau neuer Straßen und Brücken. Damals wurden auch das Schulwesen verbessert und neue Krankenhäuser errichtet. Neue Firmen wurden für 10 Jahre von der Steuer befreit. In dieser Zeit wurden, auch mit Hilfe der New-Deal-Politik der Bundesregierung unter Präsident Franklin D. Roosevelt, die Folgen der großen Wirtschaftskrise überwunden.
Neben all diesen positiven Aspekten verstrickte sich Gouverneur Leche aber zunehmend in kriminelle Aktivitäten. Bald nahmen in Louisiana Bestechung und Korruption dramatisch zu. Teilweise verschwanden sogar Gelder der Bundeszuschüsse im Rahmen des New-Deal-Programms in dunklen Kanälen und in den Taschen des Gouverneurs sowie einiger seiner Beamten. Dann wurde Leche auch noch in einen Skandal um den Verkauf von Lastwagen an die Autobahnverwaltung (State Highway Department) verwickelt. Als das Ausmaß dieser Unregelmäßigkeiten immer deutlicher wurde, wurde in Louisiana Anklage gegen den Gouverneur erhoben. Der Druck auf Leche wurde zunehmend größer und am 26. Juni 1939 musste er von seinem Amt zurücktreten. Der Rest seiner Amtszeit wurde von Vizegouverneur Earl Long, dem Bruder des ermordeten Senators Huey Long, beendet.

## Weiterer Lebenslauf
Im Juni 1940 wurde Leche wegen seiner Vergehen zu 10 Jahren Gefängnis verurteilt, von denen er fünf tatsächlich in Atlanta in Georgia absitzen musste. Im Jahr 1953 wurde er von Präsident Harry S. Truman nachträglich begnadigt. Danach wurde Leche wieder als Rechtsanwalt tätig. Er starb 1965 in New Orleans. Mit seiner Frau Elton Reynolds hatte Richard Leche zwei Kinder.